# 2. Eishockey-Bundesliga 1975/76
Die Saison 1975/76 der 2. Eishockey-Bundesliga war die dritte Spielzeit der zweithöchsten deutschen Eishockeyspielklasse unter der Bundesliga. Der Meister Augsburger EV stieg direkt in die höchste Spielklasse auf und wurde durch den Bundesliga-Letzten EC Bad Tölz ersetzt. Absteiger gab es keine, da die 2. Bundesliga ab der Saison 1976/77 auf zwölf Mannschaften aufgestockt wurde.

## Voraussetzungen

### Teilnehmer
- Augsburger EV
- EC Deilinghofen
- Duisburger SC
- ESV Kaufbeuren (Absteiger)
- Mannheimer ERC
- TEV Miesbach
- SG Nürnberg
- EC Peiting
- EV Pfronten
- TSV Straubing (Aufsteiger)

### Modus
Wie im Vorjahr wurde die 2. Bundesliga eingleisig und in Form einer Doppelrunde ausgespielt, sodass jeder Verein jeweils zwei Heim- und zwei Auswärtsspiele gegen die übrigen Mannschaften bestritt. Der Meister stieg direkt in die Bundesliga auf. Der Letzte der Doppelrunde war Absteiger. Kurzfristig wurde die 2. Bundesliga jedoch auf zur Saison 1976/77 auf zwölf Mannschaften aufgestockt, so dass es keinen Absteiger gab.

## Abschlusstabelle
|     |                 | Sp | Tore    | Punkte |
| --- | --------------- | -- | ------- | ------ |
| 1.  | Augsburger EV   | 36 | 281:148 | 57:15  |
| 2.  | ESV Kaufbeuren  | 36 | 204:155 | 51:21  |
| 3.  | Duisburger SC   | 36 | 176:129 | 49:23  |
| 4.  | EC Deilinghofen | 36 | 190:121 | 48:24  |
| 5.  | Mannheimer ERC  | 36 | 209:158 | 45:27  |
| 6.  | SG Nürnberg     | 36 | 159:177 | 29:43  |
| 7.  | EV Pfronten     | 36 | 135:184 | 23:49  |
| 8.  | EC Peiting      | 36 | 122:195 | 23:49  |
| 9.  | TEV Miesbach    | 36 | 108:212 | 20:52  |
| 10. | TSV Straubing   | 36 | 126:231 | 15:57  |

Abkürzungen: Sp = Spiele; Erläuterungen: Meister und Aufstieg, Abstieg